# Chleby, Nymburk
Chleby là một làng thuộc huyện Nymburk, vùng Středočeský, Cộng hòa Séc.